# Collix
Collix là một chi bướm đêm thuộc họ Geometridae.

## Các loài
- Collix ghosha Walker, 1862
- Collix hypospilata Guenée, 1857
- Collix multifilata Warren, 1896
- Collix stellata Warren, 1894